# Stadtbild Deutschland
Stadtbild Deutschland e. V. ist ein gemeinnütziger Verein mit Sitz in Berlin. Er setzt sich bundesweit für die Baukultur und nachhaltiges Bauen ein. Zu den Anliegen zählen der städtebauliche Denkmalschutz, neue klassische und moderne traditionelle Architektur sowie der Wiederaufbau von vormals zerstörten Bauwerken mit hohem Einzel- oder Ensemblewert.
Der politisch neutrale Stadtbild-Verein wurde am 6. April 2006 gegründet und hat 22 weitgehend eigenständige Orts- und Regionalverbände in ganz Deutschland, darunter in den Großstädten Berlin, Hamburg, München, Köln, Frankfurt am Main, Dresden und Darmstadt. Der Gründung des Vereins ging seit dem 11. März 2003 der Austausch auf einer Diskussionsplattform voraus, dem Webforum „architectura pro homine“ (lateinisch „Architektur für den Menschen“).

## Ziele
Der Verein verfolgt eigenen Angaben zufolge die Leitlinien der historisch gewachsenen europäischen Stadt, den Zielen der EU-weit geltenden Leipzig Charta zur nachhaltigen europäischen Stadt folgend. Besonderes Augenmerk liegt dabei auf den Altstadtkernen und Zentren. Die Stadtentwicklung solle Kleinteiligkeit, geschlossene Bebauung (z. B. Blockrand), Nutzungsmischungen, lokaltypische Baustile, maßvolles Bauen im Bestand und der Gesamtanlage sowie fußgängerfreundliche öffentliche Räume und Viertel mit hoher Lebensqualität berücksichtigen und fördern. Zersiedelung, Funktionstrennung, spekulative Leerstände, rein profitgetriebene Abrisse und Bausünden sollen vermieden werden. Die Nachhaltigkeit und das harmonische Einfügen von Neubauten, Altbausanierungen und die behutsame Stadterneuerung sollen im Vordergrund stehen. Orientierung solle dabei die europäische Stadtbaugeschichte geben. Bürgerbeteiligung soll konsequenter bei der Stadtplanung angewandt werden. Einige der Zielstellungen sind mit der weltweiten Bewegung des New Urbanism verwandt.

## Aktivitäten
Der Verein beteiligt sich öffentlich und überregional an Diskussionen um stadtbildprägende Baudenkmale und Vorhaben, wie etwa beim Wiederaufbauprojekt der Bornplatzsynagoge in Hamburg, zur Bürgerbeteiligung im Zentrum Dresdens, zur Rekonstruktion der Fassade des Pellerhauses in Nürnberg, zum Teil-Neubau der Durlacher Schlossschule, zur Rekonstruktion des Herzoglichen Hauses in der Altstadt von Wetzlar zur Aufwertung der Hanauer Altstadt bzw. Neugestaltung des Hanauer Schlossplatzes, zur Neubebauung des Dessauer Schlossplatzes und zur Rettung der „Alten Post“ am Gießener Hauptbahnhof.
Der Berliner Ortsverband setzt sich für die Rekonstruktion von Leitbauten bei der zukünftigen Gestaltung des Molkenmarkts, für einen äußerlich originalgetreuen Wiederaufbau des Bauakademiegebäudes von Karl Friedrich Schinkel und für eine Neugestaltung des Berliner Schlossplatzes in Anlehnung an den letzten Zustand vor seiner Zerstörung ein. Am 8. Januar 2025 hat der Berliner Ortsverband erstmals den von ihm ins Leben gerufenen „Preis für die beste Wiederherstellung einer historischen Fassade in Berlin“ für 2024 verliehen. Die nicht dotierte Auszeichnung ging an den Hamburger Immobilienunternehmer Harm Müller-Spreer und den Berliner Fachbetrieb Sebastian Rost Ornament & Architektur für die Fassadenrekonstruktion bei dem 1880 erbauten Mietshaus Mittel- /Ecke Neustädtische Kirchstraße in Berlin-Mitte. 

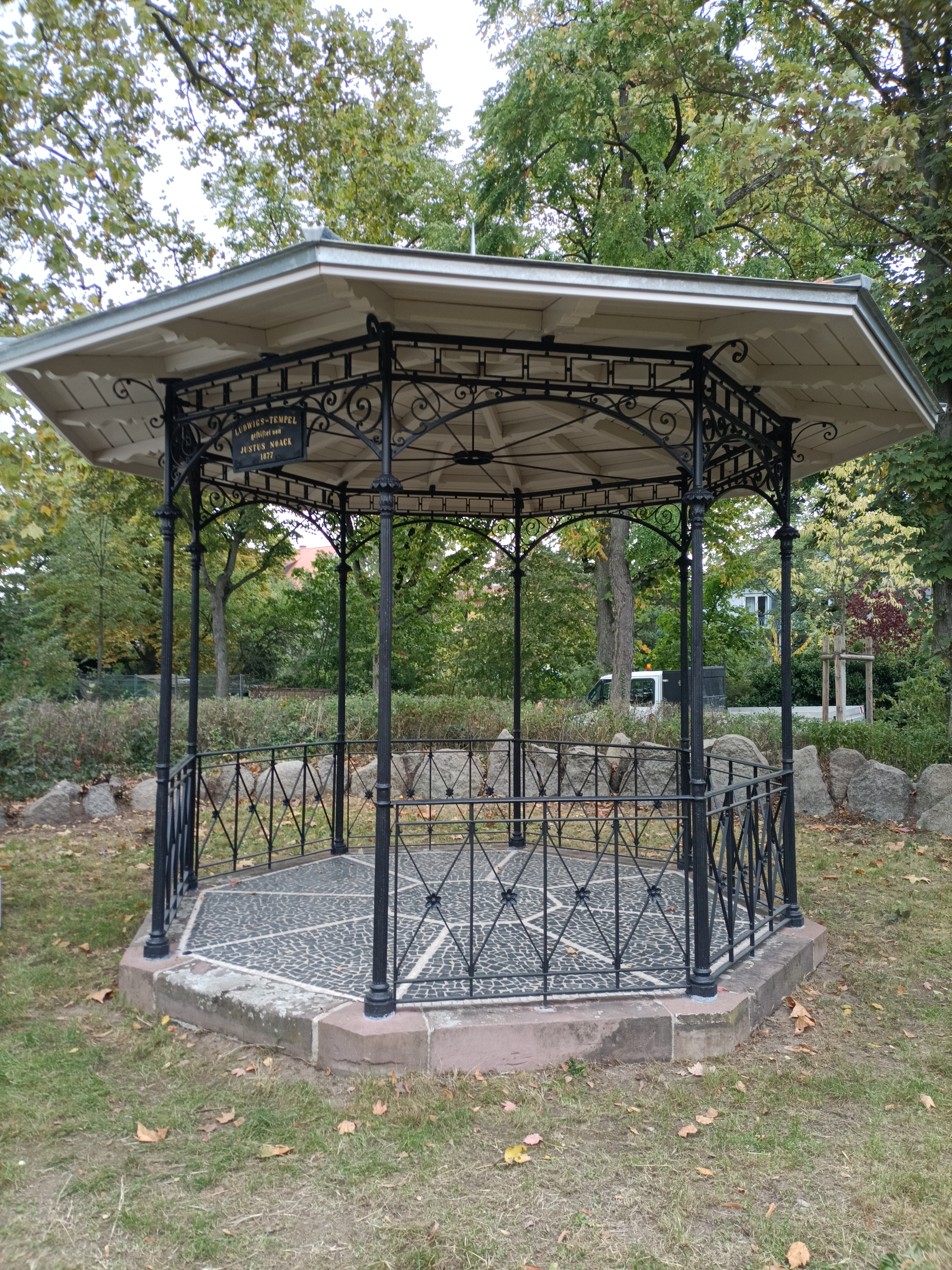
Der durch den Verein wiederaufgebaute Ernst-Ludwig-Pavillon in der Albert-Schweitzer-Anlage in Darmstadt, Oktober 2023

Ende des Jahres 2020 hat Stadtbild Deutschland mit Unterstützung des Vereins Ehrenamt für Darmstadt e. V. und in Zusammenarbeit mit dem Denkmalamt mit dem Wiederaufbau des Ernst-Ludwig-Pavillons in Darmstadt ein eigenes Bauprojekt in Angriff genommen, dessen Einweihung am 18. Oktober 2023 in Anwesenheit des Darmstädter Oberbürgermeisters Hanno Benz erfolgte. Auf Vorschlag des Leiters der unteren Denkmalschutzbehörde der Stadt Darmstadt, Olaf Köhler, erhielt der Ortsverband Darmstadt des Vereins, zusammen mit dem Ehrenamt für Darmstadt e. V. und dem Rotary Club Darmstadt, den mit 2500 Euro dotierten Ehrenamtspreis des Hessischen Denkmalschutzpreises 2024, der am 28. August 2024 im Schloss Biebrich in Wiesbaden übergeben wurde.
Neben Pressemitteilungen verbreitet Stadtbild Deutschland eigene Publikationen, wie etwa ein Jahrbuch und die Schriftenreihe Die Rekonstruktion von Bauwerken (2014). Der Verein ist auf Facebook und Instagram präsent und hat einen YouTube-Kanal. Lokale Untergliederungen des Vereins betreiben eigene Presse- und Publikationsarbeit, in der Stadt Hanau etwa mit dem Buch Hanauer Baukultur wiedergewinnen  und in Berlin mit einem eigenen YouTube-Kanal.
Mit anderen Initiativen und Vereinen bestehen Kooperationen, darunter mit HausHalten e. V., der Altbau-Initiative Orange Liste, den Altstadtfreunden Nürnberg, Pro Altstadt Frankfurt e. V., dem Förderverein Schloss Zerbst, Future History, dem Bürgerkomitee Altstadt Stralsund, der Gesellschaft Historisches Berlin und der Gesellschaft Historischer Neumarkt Dresden.
In der Organisation engagieren sich sowohl interessierte Laien als auch Fachleute.

## Gebäude des Jahres
Seit dem Jahr 2016 vergibt der Verein einmal jährlich die Auszeichnung Gebäude des Jahres in Anerkennung besonderer Bauleistungen. Sie ging bisher an folgende Gebäude:
- 2016: Wiederaufbau Museum Barberini in Potsdam[29]
- 2017: Neubau Eisenzahnstraße 1 in Berlin[30]
- 2018: Wiederaufbau Haus zur Goldenen Waage in Frankfurt am Main[31]
- 2019: Neubau Zinzendorf-Gymnasium in Herrnhut (Sachsen)[32]
- 2020: Wiederaufbau Berliner Schloss[33]
- 2021: Neubau Achenbachstraße 43 in Düsseldorf[34]
- 2022: Teilrekonstruktion Ehemalige Kutschenstation Burggasse 17 in Schweinfurt[35]
- 2023: Neubau Schulterblatt 37–39 in Hamburg[36][37]
- 2024: Wiederaufbau des Plögerschen Gasthofs in Potsdam[38]

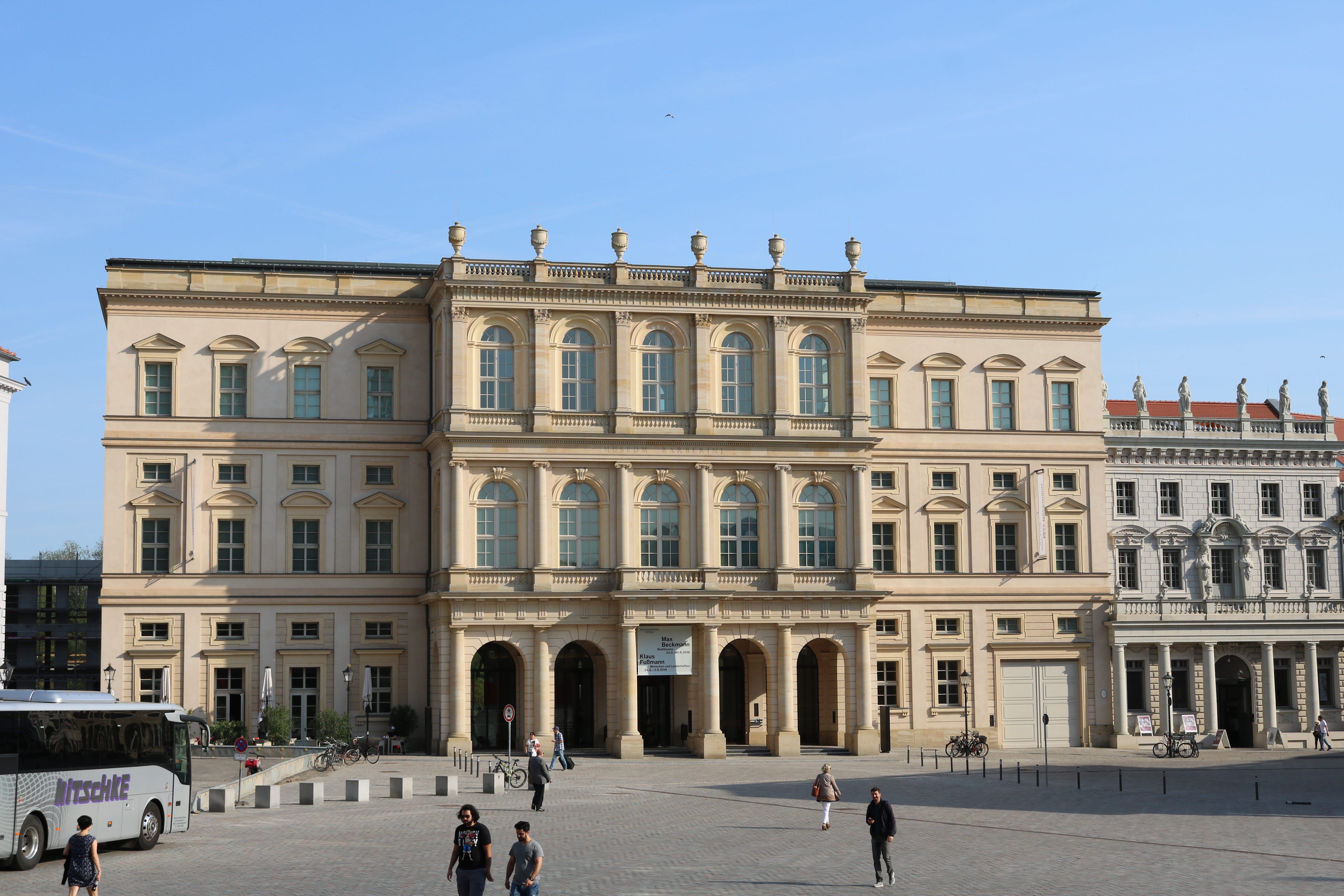
Gebäude des Jahres 2016: Museum Barberini am Alten Markt in Potsdam im April 2018
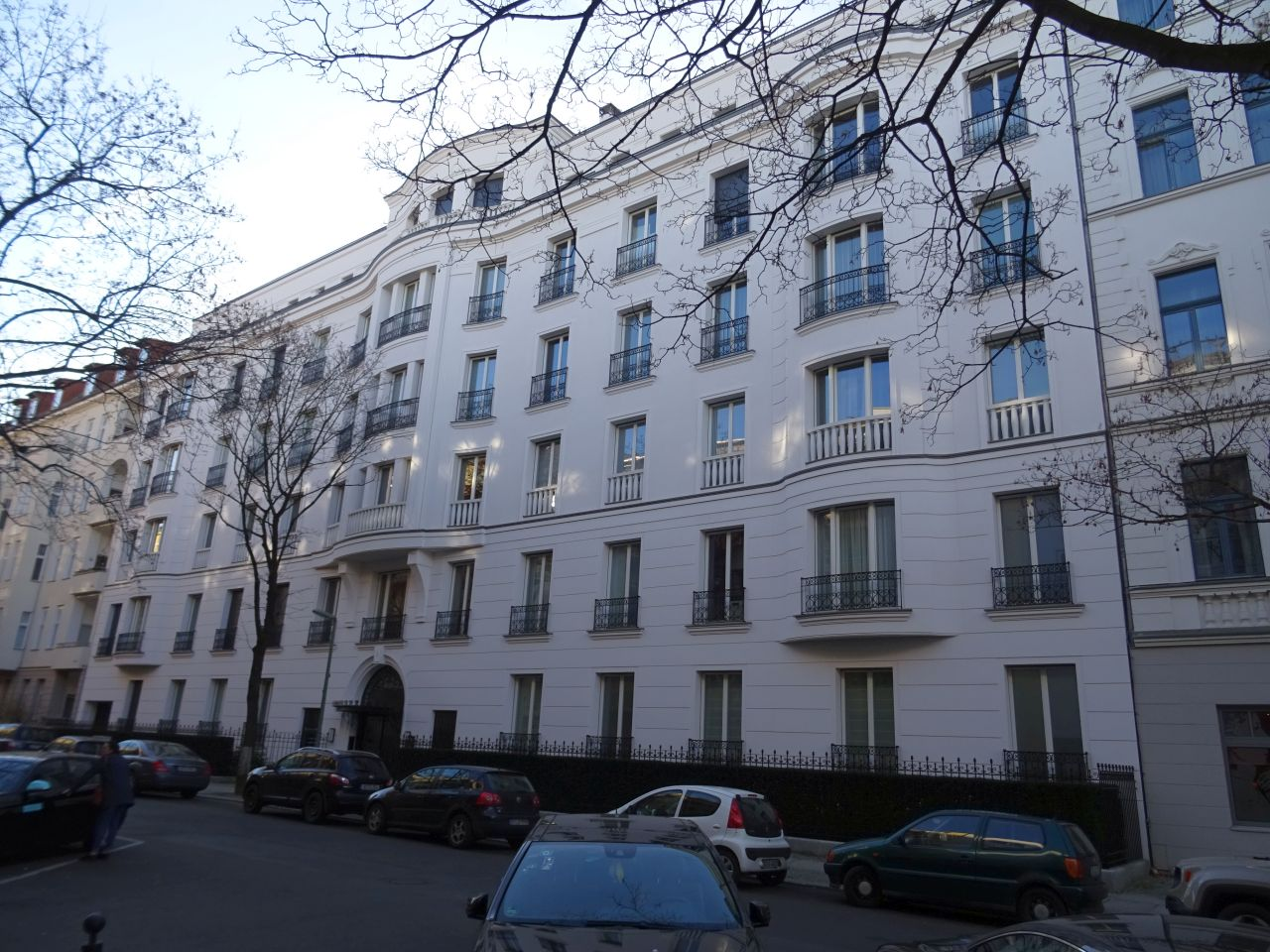
Gebäude des Jahres 2017: Eisenzahnstraße 1 in Berlin-Wilmersdorf
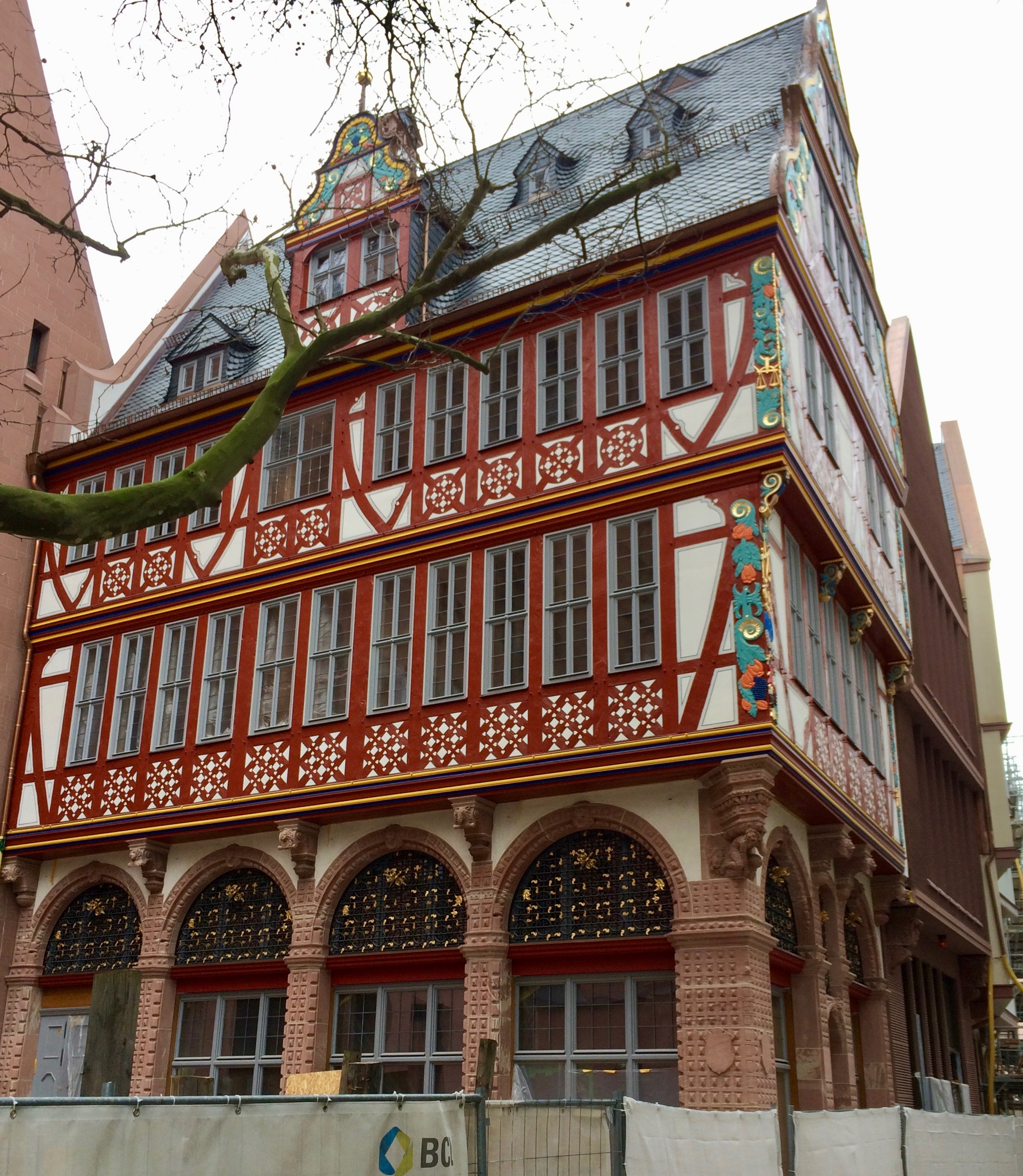
Gebäude des Jahres 2018: Haus zur Goldenen Waage in der Neuen Frankfurter Altstadt im Januar 2018
Gebäude des Jahres 2019: Neubau der Evangelischen Zinzendorf-Schulen in Herrnhut im Juli 2022
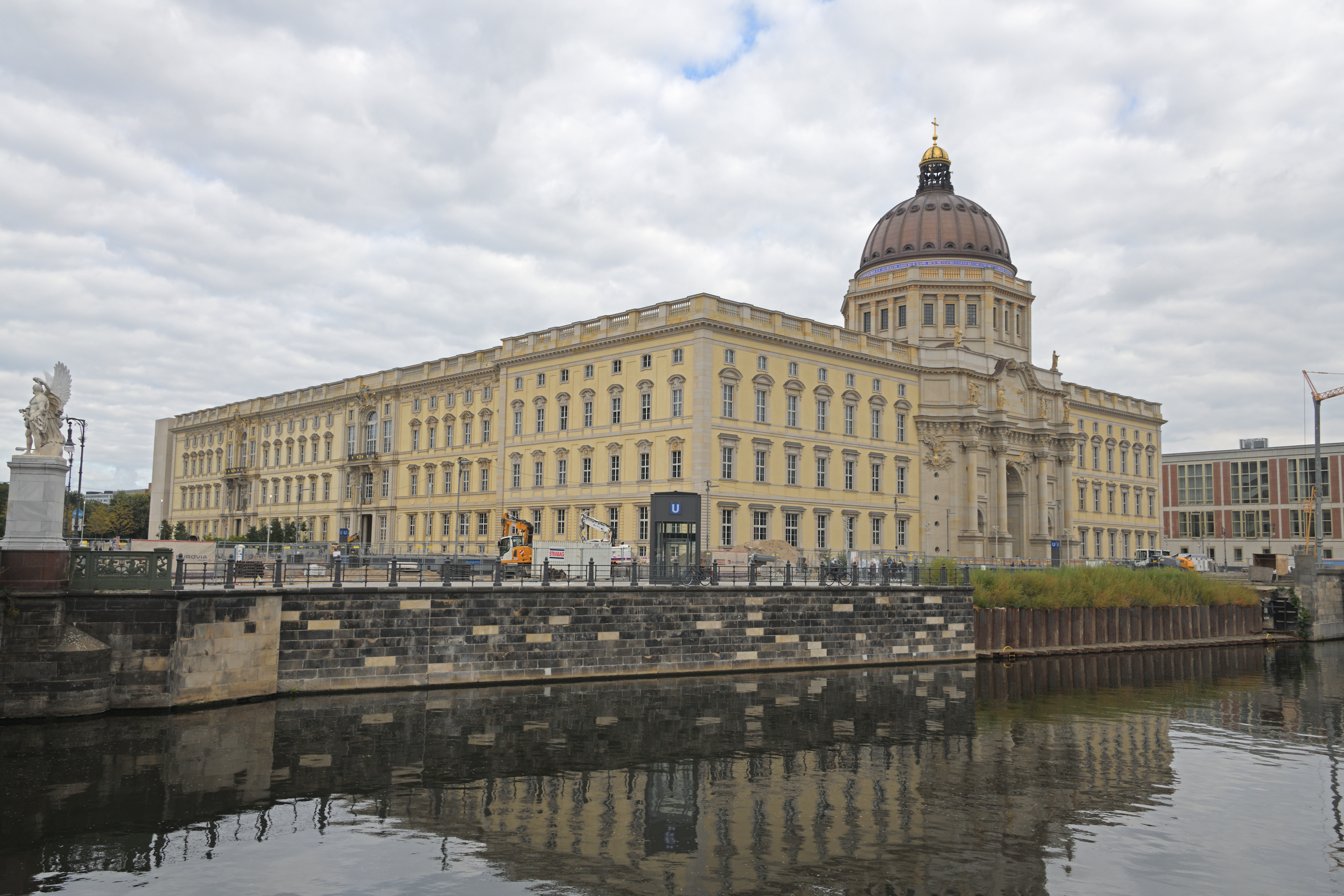
Gebäude des Jahres 2020: Berliner Schloss im September 2021
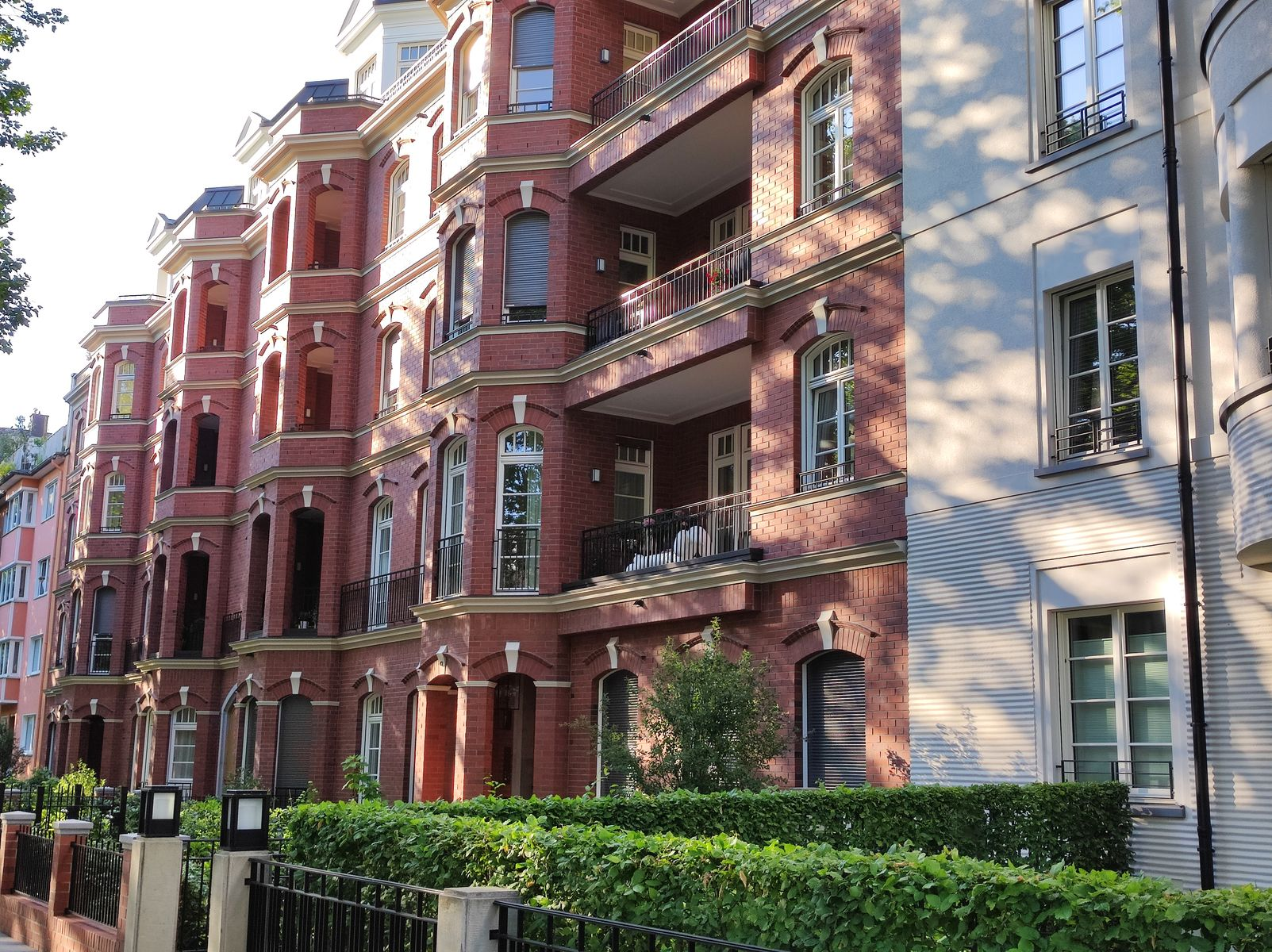
Gebäudes des Jahres 2021: Achenbachstraße 43/45 in Düsseldorf
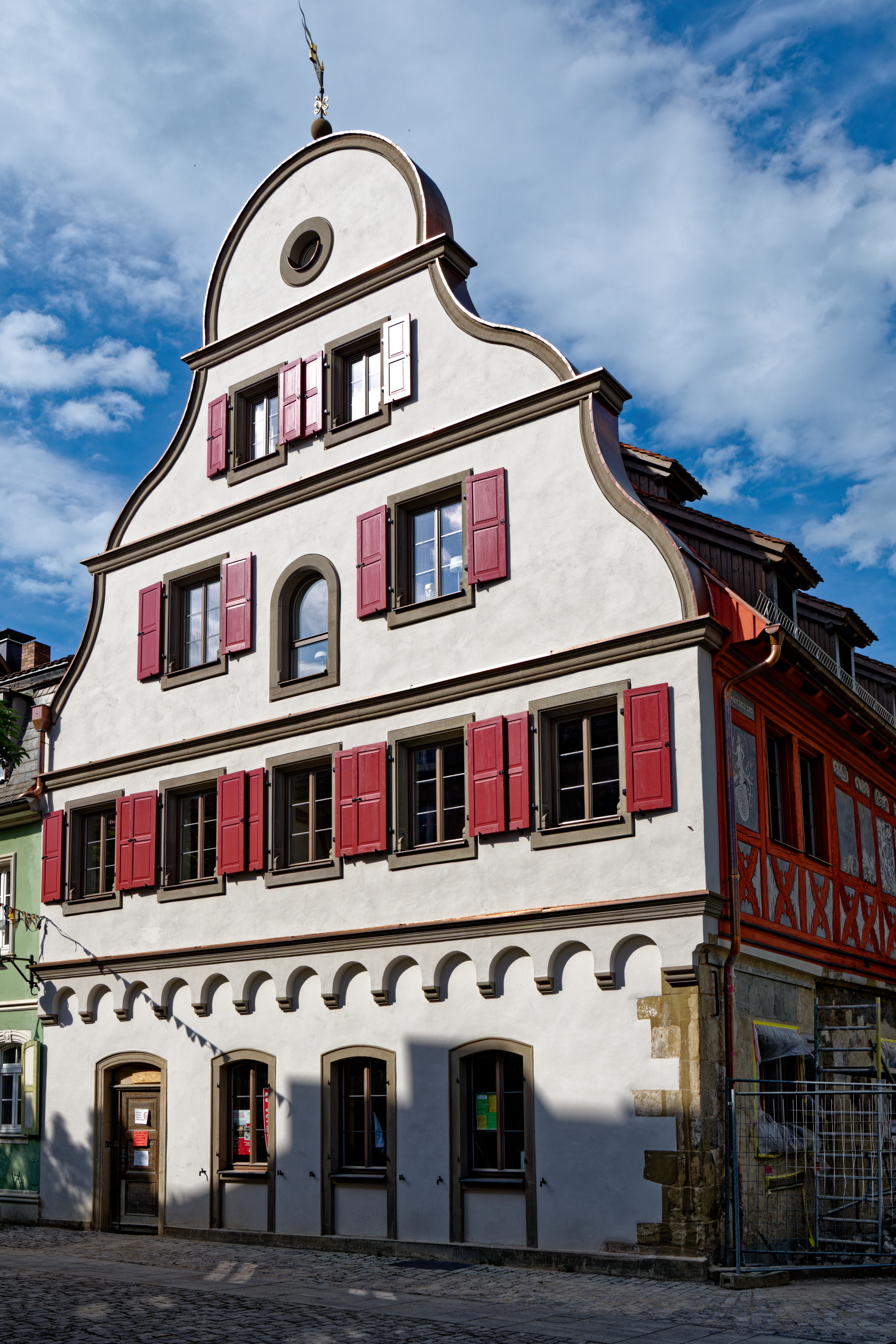
Gebäude des Jahres 2022: Ehemalige Kutschenstation in der Burggasse 17 in Schweinfurt nach der Teilrekonstruktion im Mai 2023
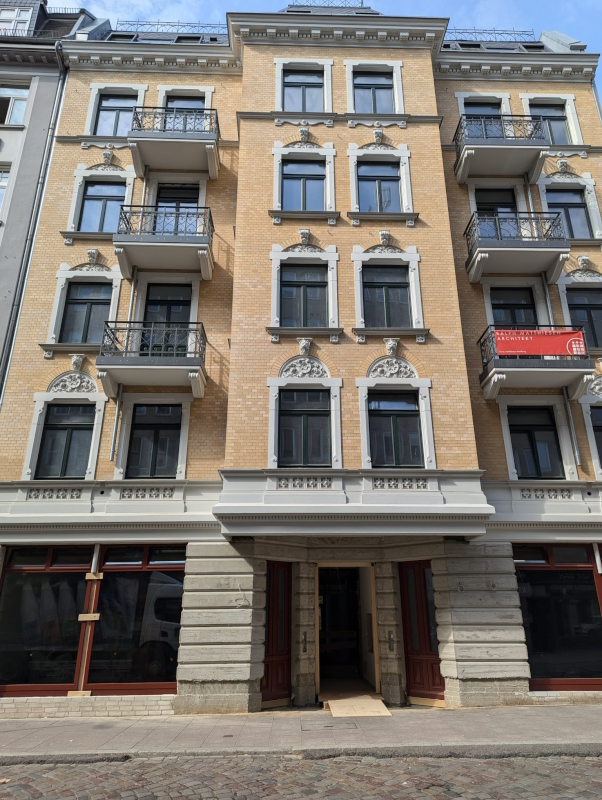
Gebäude des Jahres 2023: Schulterblatt 37–39, Hamburg
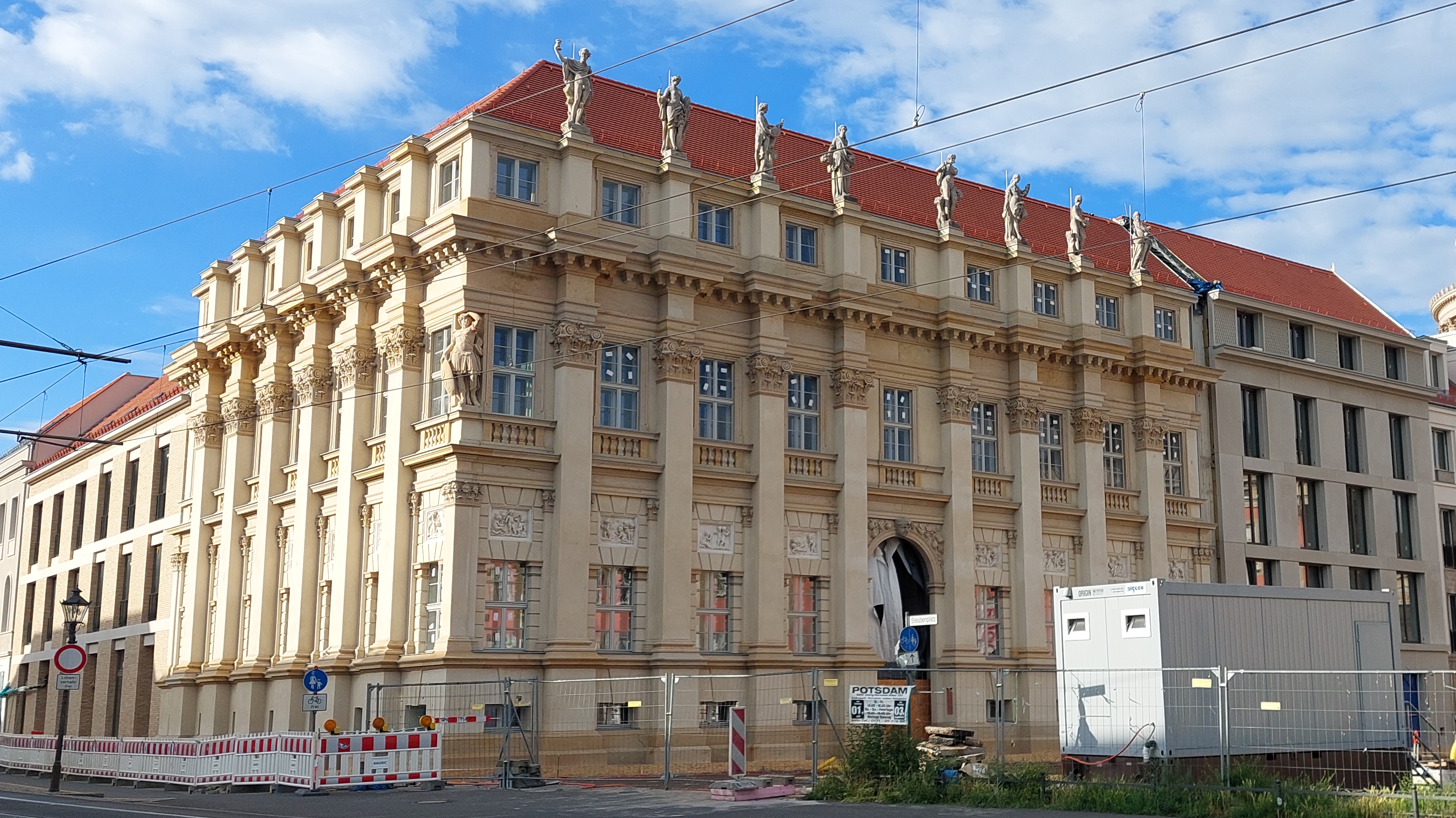
Gebäude des Jahres 2024: Plögerscher Gasthof, Schloßstraße, Potsdam